# David Wagner (Regisseur)
David Wagner (* 1982 in Wien) ist ein österreichischer Filmregisseur und Drehbuchautor.

## Leben
David Wagner wuchs in Wien-Favoriten und in Königstetten (Niederösterreich) auf, besuchte eine Musikhauptschule in Tulln und absolvierte seine Matura in einem Gymnasium mit bildnerischem Schwerpunkt in Wien. Danach leistete er seinen Präsenzdienst beim österreichischen Bundesheer.
Anfang der 2000er begann er mit Freunden Kurzfilme zu drehen und holte sich an Sets in der Filmbranche praktische Erfahrung, unter anderem auch als persönlicher Assistent bei Stefan Ruzowitzky.
Seine akademische Ausbildung als Filmschaffender begann er 2006 mit einem Sommer Studium an der Tisch School of the Arts in New York und setzte sie 2014 bis 2016 mit einem Masterstudium in Regie an der Hamburg Media School fort. Der im Zuge der Ausbildung entstandene Kurzfilme Maman und das Meer gewann den Publikumspreis sowohl beim  Filmkreis Shorts als auch beim Short Film Slam. Sein Kurzfilm In Ayashs Augen erhielt  in Belgien den Prix de la trois des Festival Les Enfants Terribles.
Für das Drehbuch seines Spielfilmdebüts Eismayer, in dem es um das Coming-out des Vizeleutnants Charles Eismayer beim österreichischen Bundesheer geht, recherchierte und arbeitete Wagner einige Jahre. Der Film, bei dem Wagner auch Regie führte, wurde 2022 bei der Welturaufführung bei den Filmfestspielen von Venedig als bester Film in der Settimana Internazionale della Critica ausgezeichnet und erfuhr international positive Kritik. Beim Filmfestival Max Ophüls Preis 2023 folgte der Preis der Filmkritik und Publikumspreis.

## Filmografie
- 2004: AOEO (Kurzfilm)
- 2012: Meine linke Hand (Kurzfilm)
- 2013: Afrika Race – 2 Brüder zwischen Paris und Dakar (Dokumentation, 5 Folgen)
- 2015: Trade Queen (Kurzfilm)
- 2016: Maman und das Meer (Kurzfilm)
- 2017: In Ayashs Augen (Kurzfilm)
- 2018: Ein kurzer Scheißfilm (Kurzfilm)
- 2022: Eismayer
- 2024: Landkrimi – Schnee von gestern (Fernsehreihe)

## Auszeichnungen
- 2006: IVth International Film Festival Ofensiva Polen / Publikumspreis für AOEO[6]
- 2016: Short Film Slam / Publikumspreis für Maman und das Meer
- 2017: Filmkreis Shorts / Publikumspreis für Maman und das Meer
- 2017: Festival Les Enfants Terribles / Prix de la trois für In Ayashs Augen
- 2018: Nur 48 Stunden – Filmwettbewerb / Publikumspreis für Ein kurzer Scheißfilm
- 2019: Drehbuchwerkstatt Münschen-Steiermark Filmfest München / Script Talent Award für das Drehbuch von Eismayer
- 2022: Filmfestspielen von Venedig / Silver Ship – fanheart3 für Eismayer
- 2022: Filmfestspielen von Venedig / Bester Film in der Settimana Internazionale della Critica für Eismayer
- 2023: Filmfestival Max Ophüls Preis 2023 / Preis der Filmkritik und Publikumspreis für Eismayer
- 2023: Österreichischer Filmpreis in der Kategorie Bestes Drehbuch für Eismayer
- 2023: Filmfestival Kitzbühel – Auszeichnung für die beste österreichische Regie für Eismayer[10]